# Мірко Філіпович
Мірко «Кро Коп» Філіпович (хорв. Mirko Filipović) — хорватський боєць змішаних бойових мистецтв (MMA) та професійний кікбоксер, колишній співробітник правоохоронних органів Хорватії, в 2003–2007 роках — член хорватського парламенту. Прізвище «Кро Коп» — скорочено від Croatian Cop, що з англійської перекладається як «хорватський поліцейський» — Філіпович отримав за службу в антитерористичному спецпідрозділі поліції Хорватії «Лучко»

## Загальні відомості
Мірко Філіпович народився 10 вересня 1974 року в Соціалістичній Республіці Югославія, в місті Вінковці. З дитинства працював на лісопилці. Достатніх умов для тренувань Мірко не мав, тому займався вдома. Першу свою штангу створив власноруч з бетону та арматури. Його першим спаринг-партнером був силует, намальований на стіні. Будучи школярем, займався легкою атлетикою.
З 1996 по 2003 роки Філіпович успішно виступав у К-1, після чого перейшов до Pride Fighting Championships, де 10 вересня 2006 став переможцем Pride Grand Prix 2006 у відкритій ваговій категорії. У 2007 році перейшов в Ultimate Fighting Championship (UFC), а також провів кілька боїв за Dream, японську організацію ММА, створену після розпаду Pride. Філіпович найбільш відомий своїм коронним лівим верхнім ударом ногою, за допомогою якого він відправив у нокаут багатьох своїх опонентів. Про нього навіть з'явилося прислів'я — «Правий в голову — лікарня, лівий в голову — кладовище». Мірко Філіпович володіє найсильнішим ударом ногою в історії ММА. Лівою ногою Кро Коп вибиває 3500 кг. Тренування Мірко здійснює двічі на день, вранці та увечері. Своїм героєм називає свого батька. У 2003 році був обраний до парламенту Хорватії. Виступав за футбольний клуб Цібалья.

## Спортивна кар'єра
На початку 90-х років Мірко Філіпович займався любительским кікбоксингом. На той час Мірко провів 45 любительских поєдинків. Успішно закінчивши любительску кар'єру, Мірко подався в професійний спорт.

### K-1
В 1996 році Мірко Філіпович стає професіоналом. Перший турнір для Мірко відбувся на K-1 World Grand Prix Elimination. Мірко переміг свого першого суперника Жерома Ле Баннера за одностайним рішенням суддів, але згодом, в чвертьфіналі був нокаутований Ернесто Гостом. Наступний бій Мірко провів в 1999 році проти Яна Норте. Бій закінчився достроково на користь Мірко. В цьому ж році хорват зустрівся в поєдинку проти англійця Рікі Ніколсона з прізвищем «Танк». Цей бій також закінчився на користь Філіповича, але вже в наступному поєдинку Мірко зустрівся з Швейцарцем албанського походження Ксав'є Байрамі. Бій закінчився поразкою для Філіповича. В цьому ж році Кро Коп взяв участь у чемпіонаті світу, де здобув три перемоги поспіль. На загальний подив, нокаутував відомого бійця К-1 Майка Бернардо, потім переміг Мусасі, але знову віддав перемогу Госту. Через деякий час стало відомо, що Крокоп вийшов на бій проти Госта з травмами, які він отримав на попередніх поєдинках, а саме з переломами ребер.
В межах K-1 Burning 2000 19 березня 2000 року Мірко Філіпович зустрічається в поєдинку з Хіромі Амадою. Бій закінчено на користь Мірко. Наступний бій Мірко провів в рамках K-1 Fight Night 2000, де він зустрівся з видатним бійцем Енді Хугом. За рішенням суддів Мірко зазнав поразки. В наступному поєдинку Крокоп зустрівся з англійцем Стюартом Гріном, який віддав перемогу хорвату. В рамках K-1 World Grand Prix 2000 Мірко Філіпович провів бій проти бразильця Глоба Фейтоса. За рішенням суддів Крокоп здобув перемогу. Одразу після цього Мірко провів бій з Хірома Амадою, який також віддав перемогу хорвату. Наступний бій Мірко провів проти вже знайомого Майка Бернардо, але цього разу Мірко зазнав поразки. У фіналі K-1 World Grand Prix 2000 Мірко Філіпович втретє зустрівся з Ернесто Хустом, який знову відібрав у хорвата перемогу. В межах K-1 Rising 2001 зустрілися Мірко Філіпович та Тацуфумі Томіхара. Перемогу здобув Крокоп. Наступний поєдинок Мірко провів проти представника Нідерландів Петера Артса. Перемогу знову здобув Крокоп. Серію перемог Філіповича перервав канадець Майкл Макдональд. Після цього, протягом 12 років, Філіпович провів ще 11 поєдинків, 10 з яких закінчились перемогою Крокопа. Мірко відбрав перемоги у таких відомих бійців як Боб Сапп та Ремі Боньяскі. В межах К-1 Мірко Філіпович всього провів 30 поєдинків, здобувши 23 перемоги.

### PRIDE
В 2001 році Філіпович почав виступати в PRIDE. Перехід до цієї організації був обумовлений тим, що гонорари в К-1 були незадовільні. Ще через рік Мірко залишив службу в правоохоронних органах, щоб присвятити себе більше спорту. Дебютом Крокопа в PRIDE став поєдинок проти Нобухіко Такади, який закінчився нічиєю. Наступний бій Крокоп провів проти Вандерлея Сілви. Бій закінчився достроково на користь Мірко. Після цього Крокоп зустрівся з Казуші Сакурабо. Мірко здобув перемогу, роздробивши опоненту вилицю. Потім Мірко провів поєдинок з Казукі Фуджито на турнірі Inoki Bom-Ba-Ye 2002, де Філіпович здобув перемогу за очками. 8 червня 2003 року Крокоп зустрівся з Хітом Херінгом на PRIDE 26. Бій закінчився на користь Мірко. Наступний бій Мірко провів проти українця Ігоря Вовчанчина. В цьому поєдинку Мірко відправив в нокаут опонента ударом ноги. А на PRIDE Bushido 1 Крокоп вже на 47 секунді нокаутував свого суперника Доса Караса мол..
Серія перемог Мірко Філіповича дозволила йому взяти участь в чемпіонаті Pride Final Conflict 2003 проти Антоніо Родріго Ногейри. Ногейра переміг. В межах Pride Total Elimination 2004 Мірко зустрівся з американцем Кевіном Ренделманом. Філіпович був відправлений в нокаут. Через деякий час Мірко взяв реванш і відібрав перемогу у американця.
Мірко неодноразово просив організаторів PRIDE влаштувати йому бій з чемпіоном Федором Ємельяненко. Після серії перемог, включаючи і перемогу над молодшим братом Федора Олександром, Мірко отримав право на участь в поєдинку за титул на турнірі PRIDE Final Conflict 2005. Бій закінчився на користь росіянина. Через 2 місяці Крокоп зустрівся з Джошом Барнеттом. Після трьох раундів перемогу одержав Філіпович. 31 грудня 2005 року Мірко віддав перемогу Марку Ханту. Після цього Крокоп заявив, що йому необхідно відпочити від рингу.
Мірко знову вийшов на ринг 5 травня 2006 року проти Ікухіші Мінови. Бій закінчився перемогою хорвата. Через декілька місяців Крокоп зустрівся з Хідехіко Йошидо і також здобув перемогу.
10 вересня 2006 року Мірко виграв Гран-прі в абсолютній ваговій категорії PRIDE Final Countdown Absolute. В півфіналі Мірко нокаутував Вандерлея Сілву своїм коронним ударом.. Після цього, у фіналі Крокоп зустрівся з Джошом Барнеттом, який віддав хорвату перемогу.

### UFC
В грудні 2006 року поширилися чутки, що Мірко розглядає пропозиції нових контрактів різних організацій змішаних єдиноборств. UFC була одною з таких організацій. Незабаром на інтернет-ресурсах почали з'являтися повідомлення, що Мірко Філіпович перейшов в UFC.
30 грудня 2006 року, Президент UFC Дейна Уайт зробив офіційну заяву. Він повідомив, що Мірко підписав договір на 2 роки (6 поєдинків). Також було оголошено, що Крокоп дебютує в UFC 3 лютого 2007 року на турнірі UFC 67 в Лас-Вегасі, в поєдинку проти Едда Санчеза. В цьому поєдинку Мірко переміг Санчеза в першому раунді.
21 квітня Мірко зустрівся з Габрієлем Гонсагою на UFC 70 в Манчестері. Філіпович програв цей бій нокаутом.
8 вересня 2007 року провів бій в межах UFC 75 проти француза Чейка Конго, який програв йому за очками. Під час підготовки до цього поєдинку Мірко тренувався з Ремі Боньяскі та з Жильбертом Айвелом.

### DREAM
12 лютого 2008 року Мірко повідомив, що вирушає до Японії. Після розпаду PRIDE, була заснована нова організація DREAM, в яку був запрошений Крокоп. Мірко заявив про завершення своєї кар'єри в UFC, а також, що має намір битися в Японії.
11 березня 2008 року було повідомлено, що Мірко зустрінеться з японцем Тацуя Мідзуно.
На різні питання стосовно UFC Мірко відповідав абстрактно і дав зрозуміти, що, можливо, повернеться в UFC.
15 березня 2008 року Філіпович здобув перемогу над Мідзуно.
Наступним його опонентам мав стати Жером Ле Баннер на Dream 5, але через наявність старих травм у хорвата бій було перенесено.
В межах Dream 6, в вересня Мірко зустрівся проти голландця Алістера Оверіма. Бій закінчився нічиєю.
Наступний бій Мірко провів проти корейця Чхве Хон Мана, який був на 30 сантиметрів вищий та на 50 кілограмів важчий. Але Мірко переміг його. Після поєдинку Філіпович заявив, що йому треба залікувати стару травму коліна.

### Повернення до UFC
Прес-реліз від 18 травня, опублікований на офіційному сайті Мірко та в його профилі на сайті MMAid, повідомив про задумане повернення Мірко в UFC. Зазначеним противником став Мустафа Аль-Тюрк на UFC 99. Під час поєдинку Філіпович відправив противника в нокдаун в першому раунді. І по закінченню поєдинку Крокопу було присвоєно перемогу. Після цього поєдинку, Мірко повинен був летіти до Японії на Dream 10, але як з'ясувалося пізніше, хорват зустрівся з співвласником UFC і підписав контракт на 3 поєдинки.
На UFC 103 Крокоп зустрівся з Дос Сантосом, поєдинок закінчився на користь бразильця.
21 лютого Мірко повинен був зустрітися з Беном Ротвелом на UFC 104, але за декілька днів до поєдинку Ротвел захворів. На заміну йому прийшов австралієць Ентоні Перош. Перош віддав перемогу хорвату.
Наступний бій Мірко провів проти Патріка Беррі. Патрік стверджував, що Мірко один із найулюбленіших його спортсменів. Бій проходив у Ванкувері і ледь не зірвався, оскільки Крокопа затримали на 6 годин на паспортному контролі. Бій закінчився на користь хорвата.
В межах UFC 119 Мірко виступив проти Френка Міра. Цей бій не був запланований, оскільки проти Френка повинен був битися Ногейра, але через хворобу Ногейра не міг з'явитися і йому на заміну прийшов Крокоп. Мірко зазнав поразки.
19 березня 2011 року Мірко зустрівся з Брендоном Шаубом в межах UFC 128. Бій закінчився нокаутом хорвата.
29 жовтня цього ж року Філіпович провів свій останній бій під егідою UFC. Його суперником був Рой Нельсон. Бій закінчився також не на користь хорвата, і тому Мірко заявив, що завершує свою кар'єру, але все-ж таки після цього провів ще декілька поєдинків в межах К-1.